# Związek Socjalistycznych Republik Radzieckich na Zimowych Igrzyskach Olimpijskich 1968
ZSRR na Zimowych Igrzyskach Olimpijskich 1968 reprezentowało 74 zawodników: 54 mężczyzn i 20 kobiet. Był to czwarty start reprezentacji Związku Radzieckiego na zimowych igrzyskach olimpijskich.

## Zdobyte medale
| Medal  | Zawodnik | Dyscyplina           | Konkurencja                  | Rezultat    |
| ------ | --- | -------------------- | ---------------------------- | ----------- |
| Złoto  | Aleksandr Tichonow Nikołaj Puzanow Wiktor Mamatow Władimir Gundarcew | Biathlon             | Sztafeta 4 × 7,5 km mężczyzn | 2:13:02,4 h |
| Złoto  | Wiktor Zinger Wiktor Konowalenko Witalij Dawydow Oleg Zajcew Wiktor Blinow Aleksandr Ragulin Igor Romiszewski Wiktor Kuźkin Boris Majorow Weniamin Aleksandrow Wiktor Połupanow Jewgienij Miszakow Anatolij Firsow Anatolij Ionow Władimir Wikułow Jewgienij Zimin Wiaczesław Starszynow Jurij Moisiejew | Hokej na lodzie      | Turniej mężczyzn             |             |
| Złoto  | Ludmiła Biełousowa Oleg Protopopow | Łyżwiarstwo figurowe | Pary sportowe                | 315,2 pkt   |
| Złoto  | Ludmiła Titowa | Łyżwiarstwo szybkie  | Bieg na 500 m kobiet         | 46,1 s      |
| Złoto  | Władimir Biełousow | Skoki narciarskie    | skocznia normalna K-90       | 231,3 pkt   |
| Srebro | Aleksandr Tichonow | Biathlon             | Bieg na 20 km mężczyzn       | 1:14:40,4 h |
| Srebro | Wiaczesław Wiedienin | Biegi narciarskie    | Bieg na 50 km mężczyzn       | 2:29:05,5 h |
| Srebro | Galina Kułakowa | Biegi narciarskie    | Bieg na 5 km kobiet          | 16:48,4 min |
| Srebro | Tatjana Żuk Aleksandr Gorielik | Łyżwiarstwo figurowe | Pary sportowe                | 312,3 pkt   |
| Srebro | Ludmiła Titowa | Łyżwiarstwo szybkie  | Bieg na 1000 m kobiet        | 1:32,9 min  |
| Brąz   | Władimir Gundarcew | Biathlon             | Bieg na 20 km mężczyzn       | 1:18:27,4 h |
| Brąz   | Alewtina Kołczina | Biegi narciarskie    | Bieg na 5 km kobiet          | 16:51,6 min |
| Brąz   | Alewtina Kołczina Rita Aczkina Galina Kułakowa | Biegi narciarskie    | Sztafeta 3 × 5 km kobiet     | 58:13,6 min |

## Skład kadry

### Biathlon
Mężczyźni
| Zawodnik                                                             | Konkurencja         | czas biegu | Kary | Łączny czas | Pozycja |
| -------------------------------------------------------------------- | ------------------- | ---------- | ---- | ----------- | ------- |
| Aleksandr Tichonow                                                   | Bieg na 20 km       | 1:12:40,4  | 2:00 | 1:14:40,4   | srebro  |
| Władimir Gundarcew                                                   | Bieg na 20 km       | 1:16:27,4  | 2:00 | 1:18:27,4   | brąz    |
| Nikołaj Puzanow                                                      | Bieg na 20 km       | 1:17:14,5  | 3:00 | 1:20:14,5   | 6.      |
| Wiktor Mamatow                                                       | Bieg na 20 km       | 1:19:20,8  | 1:00 | 1:20:20,8   | 7.      |
| Aleksandr Tichonow Nikołaj Puzanow Wiktor Mamatow Władimir Gundarcew | Sztafeta 4 × 7,5 km | 2:13:02,4  | 2    | 2:13:02,4   | złoto   |

### Biegi narciarskie
Mężczyźni
| Zawodnik                                                                    | Konkurencja        | czas      | Pozycja |
| --------------------------------------------------------------------------- | ------------------ | --------- | ------- |
| Walerij Tarakanow                                                           | Bieg na 15 km      | 49:04,4   | 9.      |
| Anatolij Akientiew                                                          | Bieg na 15 km      | 50:19,9   | 16.     |
| Władimir Woronkow                                                           | Bieg na 15 km      | 50:40,7   | 22.     |
| Fiodor Simaszow                                                             | Bieg na 15 km      | 51:05,3   | 26.     |
| Władimir Woronkow                                                           | Bieg na 30 km      | 1:37:10,8 | 4.      |
| Anatolij Akientiew                                                          | Bieg na 30 km      | 1:37:52,4 | 10.     |
| Wiaczesław Wiedienin                                                        | Bieg na 30 km      | 1:38:36,1 | 14.     |
| Walerij Tarakanow                                                           | Bieg na 30 km      | 1:39:25,0 | 17.     |
| Wiaczesław Wiedienin                                                        | Bieg na 50 km      | 2:29:02,5 | srebro  |
| Władimir Woronkow                                                           | Bieg na 50 km      | 2:33:07,3 | 16.     |
| Anatolij Akientiew                                                          | Bieg na 50 km      | 2:34:54,5 | 20.     |
| Igor Woronczichin                                                           | Bieg na 50 km      | 2:40:48,2 | 31.     |
| Władimir Woronkow Anatolij Akientiew Walerij Tarakanow Wiaczesław Wiedienin | Sztafeta 4 × 10 km | 2:10:57,2 | 4       |

Kobiety
| Zawodnik                                       | Konkurencja       | czas    | Pozycja |
| ---------------------------------------------- | ----------------- | ------- | ------- |
| Galina Kułakowa                                | Bieg na 5 km      | 16:48,4 | srebro  |
| Alewtina Kołczina                              | Bieg na 5 km      | 16:51,6 | brąz    |
| Rita Aczkina                                   | Bieg na 5 km      | 16:55,1 | 6.      |
| Alewtina Olunina                               | Bieg na 5 km      | 17:43,2 | 20.     |
| Galina Kułakowa                                | Bieg na 10 km     | 38:26,7 | 6.      |
| Alewtina Kołczina                              | Bieg na 10 km     | 38:52,9 | 7.      |
| Alewtina Olunina                               | Bieg na 10 km     | 39:10,3 | 11.     |
| Faadija Salimżanowa                            | Bieg na 10 km     | 39:17,9 | 13.     |
| Alewtina Kołczina Rita Aczkina Galina Kułakowa | Sztafeta 3 × 5 km | 58:13,6 | brąz    |

### Hokej na lodzie
Reprezentacja mężczyzn
| - Wiktor Zinger - Wiktor Konowalenko - Witalij Dawidow - Oleg Zajcew - Wiktor Blinow - Aleksandr Ragulin - Igor Romiszewski - Wiktor Kuźkin - Boris Majorow - Weniamin Aleksandrow |  | - Wiktor Połupanow - Jewgienij Miszakow - Anatolij Firsow - Anatolij Ionow - Władimir Wikułow - Jewgienij Zimin - Wiaczesław Starszynow - Jurij Moisiejew |

Reprezentacja Związku Radzieckiego brała udział w rozgrywkach grupy A turnieju olimpijskiego zajmując w niej 1. miejsce, tym samym zdobywając złoty medal.

### Tabela końcowa

#### Grupa A
| Drużyna           | M | Mecze | Mecze | Mecze | Bramki | Bramki | Bramki | Pkt | Uwagi |
| Drużyna           | M | W     | R     | P     | +      | –      | +/-    | Pkt | Uwagi |
| ----------------- | - | ----- | ----- | ----- | ------ | ------ | ------ | --- | ----- |
| ZSRR              | 7 | 6     | 0     | 1     | 48     | 10     | +38    | 12  |       |
| Czechosłowacja    | 7 | 5     | 1     | 1     | 33     | 17     | +16    | 11  |       |
| Kanada            | 7 | 5     | 0     | 2     | 28     | 15     | +13    | 10  |       |
| Szwecja           | 7 | 4     | 1     | 2     | 23     | 18     | +5     | 9   |       |
| Finlandia         | 7 | 3     | 1     | 3     | 17     | 23     | -6     | 7   |       |
| Stany Zjednoczone | 7 | 2     | 1     | 4     | 23     | 28     | -5     | 5   |       |
| RFN               | 7 | 1     | 0     | 6     | 13     | 39     | -26    | 2   |       |
| NRD               | 7 | 0     | 0     | 7     | 13     | 48     | -35    | 0   |       |

Wyniki
| 6 lutego 1968 | ZSRR | 8:0 | Finlandia |  |

|  |  |  |  |  |

| 7 lutego 1968 | ZSRR | 9:0 | NRD |  |

|  |  |  |  |  |

| 9 lutego 1968 | ZSRR | 10:2 | Stany Zjednoczone |  |

|  |  |  |  |  |

| 11 lutego 1968 | ZSRR | 9:1 | RFN |  |

|  |  |  |  |  |

| 13 lutego 1968 | ZSRR | 3:2 | Szwecja |  |

|  |  |  |  |  |

| 15 lutego 1968 | Czechosłowacja | 5:4 | ZSRR |  |

|  |  | (3:1, 1:1, 1:2) |

| 17 lutego 1968 | ZSRR | 5:0 | Kanada |  |

|  |  | (1:0, 1:0, 3:0) |

### Kombinacja norweska
Mężczyźni
| Zawodnik           | Konkurencja   | Bieg narciarski | Bieg narciarski | Bieg narciarski | Skoki narciarskie | Skoki narciarskie | Skoki narciarskie | Skoki narciarskie | Skoki narciarskie | Skoki narciarskie | Skoki narciarskie | Skoki narciarskie | Łącznie | Pozycja |
| Zawodnik           | Konkurencja   | Czas biegu      | Pozycja         | Punkty          | Skok 1            | Nota              | Skok 2            | Nota              | Skok 3            | Nota              | Punkty            | Pozycja           | Łącznie | Pozycja |
| ------------------ | ------------- | --------------- | --------------- | --------------- | ----------------- | ----------------- | ----------------- | ----------------- | ----------------- | ----------------- | ----------------- | ----------------- | ------- | ------- |
| Robert Makara      | Indywidualnie | 51:09,3         | 17.             | 204,12          | 72,5              | 109,3             | 74,0              | 113,5             | 74,5              | 74,1              | 222,8             | 5.                | 426,92  | 7.      |
| Wiaczesław Driagin | Indywidualnie | 51:22,0         | 19.             | 201,58          | 70,0              | 106,6             | 71,5              | 107,5             | 74,5              | 115,3             | 222,8             | 5.                | 424,38  | 8.      |
| Tõnu Haljand       | Indywidualnie | 50:40,5         | 12.             | 209,88          | 68,5              | 101,0             | 70,0              | 101,8             | 68,0              | 89,4              | 202,8             | 17.               | 412,68  | 12.     |
| Michaił Artiuchow  | Indywidualnie | 51:32,4         | 20.             | 199,50          | 66,0              | 94,6              | 69,0              | 97,8              | 67,0              | 90,7              | 192,4             | 26.               | 391,90  | 19.     |

### Łyżwiarstwo figurowe
| Zawodnik                           | Konkurencja   | Nota   | Pozycja |
| ---------------------------------- | ------------- | ------ | ------- |
| Jelena Szczegłowa                  | Solistki      | 1670,4 | 12.     |
| Hałyna Hrżybowśka                  | Solistki      | 1628,5 | 16.     |
| Siergiej Czetwieruchin             | Soliści       | 1737,0 | 9.      |
| Siergiej Wołkow                    | Soliści       | 1632,0 | 18.     |
| Ludmiła Biełousowa Oleg Protopopow | Pary sportowe | 315,2  | złoto   |
| Tatjana Żuk Aleksandr Gorielik     | Pary sportowe | 312,3  | srebro  |
| Tamara Moskwina Aleksiej Miszyn    | Pary sportowe | 300,3  | 5.      |

### Łyżwiarstwo szybkie
Mężczyźni
| Zawodnik             | Konkurencja   | Konkurencja   | Konkurencja    | Konkurencja    | Konkurencja    | Konkurencja    | Konkurencja      | Konkurencja      |
| Zawodnik             | Bieg na 500 m | Bieg na 500 m | Bieg na 1500 m | Bieg na 1500 m | Bieg na 5000 m | Bieg na 5000 m | Bieg na 10 000 m | Bieg na 10 000 m |
| Zawodnik             | Czas          | Miejsce       | Czas           | Miejsce        | Czas           | Miejsce        | Czas             | Miejsce          |
| -------------------- | ------------- | ------------- | -------------- | -------------- | -------------- | -------------- | ---------------- | ---------------- |
| Jewgienij Griszyn    | 40,6          | 4.            |                |                |                |                |                  |                  |
| Anatolij Lepioszkin  | 41,0          | 11.           |                |                |                |                |                  |                  |
| Walerij Muratow      | 41,4          | 18.           |                |                |                |                |                  |                  |
| Walerij Kapłan       | 41,6          | 21.           | 2:07,2         | 12.            |                |                |                  |                  |
| Eduard Matusiewicz   |               |               | 2:06,1         | 8.             |                |                |                  |                  |
| Aleksandr Kierczenko |               |               | 2:07,1         | 11.            |                |                |                  |                  |
| Ants Antson          |               |               | 2:07,2         | 12.            |                |                |                  |                  |
| Walerij Ławruszkin   |               |               |                |                | 7:37,9         | 10.            | 15:54,8          | 9.               |
| Stanisław Selanin    |               |               |                |                | 7:38,5         | 11.            | 15:56,4          | 10.              |
| Anatolij Maszkow     |               |               |                |                | 7:41,9         | 14.            | 16:22,1          | 16.              |

Kobiety
| Zawodnik          | Konkurencja   | Konkurencja   | Konkurencja    | Konkurencja    | Konkurencja    | Konkurencja    | Konkurencja    | Konkurencja    |
| Zawodnik          | Bieg na 500 m | Bieg na 500 m | Bieg na 1000 m | Bieg na 1000 m | Bieg na 1500 m | Bieg na 1500 m | Bieg na 3000 m | Bieg na 3000 m |
| Zawodnik          | Czas          | Miejsce       | Czas           | Miejsce        | Czas           | Miejsce        | Czas           | Miejsce        |
| ----------------- | ------------- | ------------- | -------------- | -------------- | -------------- | -------------- | -------------- | -------------- |
| Ludmiła Titowa    | 46,1          | złoto         | 1:32,9         | srebro         | 2:26,8         | 7.             |                |                |
| Irina Jegorowa    | 46,9          | 9.            | 1:34,4         | 5.             |                |                |                |                |
| Tatjana Sidorowa  | 46,9          | 9.            |                |                |                |                |                |                |
| Lāsma Kauniste    |               |               | 1:35,3         | 11.            | 2:25,4         | 5.             | 5:16,0         | 12.            |
| Lidija Skoblikowa |               |               |                |                | 2:27,6         | 11.            | 5:08,0         | 6.             |
| Anna Sablina      |               |               |                |                |                |                | 5:12,5         | 8.             |

### Narciarstwo alpejskie
Mężczyźni
| Zawodnik             | Konkurencja     | Konkurencja     | Konkurencja         | Konkurencja         | Konkurencja   | Konkurencja   | Konkurencja             | Konkurencja             | Konkurencja             | Konkurencja             |
| Zawodnik             | Zjazd           | Zjazd           | Slalom gigant       | Slalom gigant       | Slalom gigant | Slalom gigant | Slalom specjalny        | Slalom specjalny        | Slalom specjalny        | Slalom specjalny        |
| Zawodnik             | Czas            | Pozycja         | Czas 1-go przejazdu | Czas 2-go przejazdu | Czas łączny   | Pozycje       | Czas 1-go przejazdu     | Czas 2-go przejazdu     | Czas łączny             | Pozycja                 |
| -------------------- | --------------- | --------------- | ------------------- | ------------------- | ------------- | ------------- | ----------------------- | ----------------------- | ----------------------- | ----------------------- |
| Wasilij Mielnikow    | Dyskwalifikacja | Dyskwalifikacja | 1:52,42             | 1:56,55             | 3:48,97       | 45.           | 59,94                   | 59,48                   | 1:54,42                 | 26.                     |
| Wiktor Bielakow      | 2:09,32         | 40.             | 1:55,72             | 1:53,55             | 3:49,27       | 46.           | Odpadł w kwalifikacjach | Odpadł w kwalifikacjach | Odpadł w kwalifikacjach | Odpadł w kwalifikacjach |
| Andriej Biełokrinkin | 2:10,98         | 49.             | 1:56,47             | 1:56,36             | 3:52,83       | 52.           | 1:08,96                 | 58,90                   | 2:07,86                 | 31.                     |

Kobiety
| Zawodniczka         | Konkurencja | Konkurencja | Konkurencja     | Konkurencja     | Konkurencja         | Konkurencja               | Konkurencja               | Konkurencja               |
| Zawodniczka         | Zjazd       | Zjazd       | Slalom gigant   | Slalom gigant   | Slalom specjalny    | Slalom specjalny          | Slalom specjalny          | Slalom specjalny          |
| Zawodniczka         | Czas        | Pozycja     | Czas            | Pozycja         | Czas 1-go przejazdu | Czas 2-go przejazdu       | Czas łączny               | Pozycja                   |
| ------------------- | ----------- | ----------- | --------------- | --------------- | ------------------- | ------------------------- | ------------------------- | ------------------------- |
| Nina Mierkułowa     | 1:48,04     | 27.         | 2:12,71         | 40.             | Dyskwalifikacja     | Nie ukończyła konkurencji | Nie ukończyła konkurencji | Nie ukończyła konkurencji |
| Alfina Suchanowa    | 1:48,74     | 29.         | 2:06,48         | 34.             | 49,57               | 52,01                     | 1:41,58                   | 25.                       |
| Galina Sidorowa     | 1:51,74     | 35.         | 2:12,01         | 39.             | 49,63               | 53,26                     | 1:42,89                   | 26.                       |
| Irina Turundajewska |             |             | Dyskwalifikacja | Dyskwalifikacja | 46,60               | 51,66                     | 1:38,26                   | 19.                       |

### Skoki narciarskie
Mężczyźni
| Konkurencja            | Skoczek            | Skok 1    | Skok 1 | Skok 2        | Skok 2 | Nota  | Pozycja |
| Konkurencja            | Skoczek            | odległość | Nota   | odległość     | Nota   | Nota  | Pozycja |
| ---------------------- | ------------------ | --------- | ------ | ------------- | ------ | ----- | ------- |
| Skocznia normalna K-70 | Władimir Biełousow | 73,5      | 102,9  | 73,0          | 104,6  | 207,5 | 8       |
| Skocznia normalna K-70 | Garij Napałkow     | 75,0      | 104,3  | 73,0          | 101,1  | 205,4 | 14.     |
| Skocznia normalna K-70 | Władimir Smirnow   | 69,5      | 89,5   | 70,0 (upadek) | 58,8   | 148,3 | 55.     |
| Skocznia normalna K-70 | Anatolij Żegłanow  | 79,5      | 110,0  | 74,5          | 101,5  | 211,5 | 6.      |
| Skocznia duża K-90     | Władimir Biełousow | 101,5     | 118,0  | 98,5          | 113,3  | 231,3 | złoto   |
| Skocznia duża K-90     | Anatolij Żegłanow  | 99,0      | 108,5  | 92,0          | 97,2   | 205,7 | 8.      |
| Skocznia duża K-90     | Garij Napałkow     | 96,5      | 107,0  | 90,5          | 96,1   | 203,1 | 11.     |
| Skocznia duża K-90     | Władimir Smirnow   | 88,0      | 89,1   | 83,5          | 80,8   | 169,9 | 41.     |